# Strange in Stereo
Strange in Stereo är det tredje studioalbumet av det norska black metal-bandet In the Woods.... Det gavs ut 1999 av skivbolaget Misanthropy Records.

## Låtlista
1. "Closing In" – 5:42
2. "Cell" – 4:33
3. "Vanish in the Absence of Virtue" – 4:16
4. "Basement Corridors" – 5:18
5. "Ion" – 5:40
6. "Generally More Worried than Married" – 8:53
7. "Path of the Righteous" – 6:55
8. "Dead Man's Creek" – 7:44
9. "Titan Transcendence" – 5:41
10. "Shelter" – 0:37
11. "By the Banks of Pandemonium" – 7:56

Text och musik: In the Woods...

## Medverkande
Musiker (In the Woods...-medlemmar)
- Jan Transit (Jan Kenneth Transeth) – sång, sitar
- Christian "X" Botteri – gitarr
- Christopher "C:M." Botteri – basgitarr
- Chris (Christer-André Cederberg) – gitarr
- Synne "Soprana" Larsen – sång
- Anders Kobro – trummor

Bidragande musiker
- Endre Kirkesola – sampling
- Trond Breen – steelgitarr
- Oddvar A:M (Oddvar Moi) – gitarr, piano
- Kjell Åge Stoveland – viola

Produktion
- Trond Breen– producent
- Bjørn "Berserk" Harstad – ljudmix
- Morten Lund – mastering
- Terje Seagalsagen (Terje Sagen) – omslagskonst, foto